# Neotrichocoleaceae
Neotrichocoleaceae är en familj av bladmossor. Neotrichocoleaceae ingår i ordningen Ptilidiales, klassen Jungermanniopsida, divisionen bladmossor och riket växter. Enligt Catalogue of Life omfattar familjen Neotrichocoleaceae 2 arter. 
Kladogram enligt Catalogue of Life:
| Neotrichocoleaceae | \| \| Neotrichocolea \| \| \| \| \| \| Trichocoleopsis \| \| \| \| |
|                    | \| \| Neotrichocolea \| \| \| \| \| \| Trichocoleopsis \| \| \| \| |
|                    | Herzogianthaceae                                                   |
|                    |                                                                    |
|                    | Ptilidiaceae                                                       |
|                    |                                                                    |
|                    | Neotrichocolea                                                     |
|                    |                                                                    |
|                    | Trichocoleopsis                                                    |
|                    |                                                                    |

|  | Neotrichocolea  |
|  |                 |
|  | Trichocoleopsis |
|  |                 |